# 25th Virginia Infantry
Vingt-cinquième régiment d'infanterie de volontaires de Virginie
Le 25th Virginia Infantry (vingt-cinquième régiment d'infanterie de volontaires de Virginie) est un régiment d'infanterie levé en Virginie pour servir dans l'armée des États confédérés au cours de la guerre de Sécession. Il combat la plupart du temps avec l'armée du Nord-Ouest et l'armée de Virginie du Nord. Ses soldats sont engagés des premiers accrochages de la guerre (bataille de Philippi) jusqu'aux dernières escarmouches (Appomattox).

## Organisation
Le 25th Virginia Infantry est organisé au début de l'été 1861. Ses membres sont recrutés dans les comtés d'Upshur, d'Augusta, de Highland, de Bath, de Pendleton et de Rockbridge. L'unité participe à la campagne de Cheat Mountain et à la campagne de la vallée de Shenandoah (1862). Au cours du printemps 1862, le neuvième bataillon d'infanterie de Virginie, quatre compagnies du comté de Taylor sous le commandement du lieutenant-colonel George W. Hansbrough (en) qui ont combattu dans l'armée du Nord-Ouest et lors des batailles de Greenbrier River et du camp Allegheny sont fusionnés avec le 25th Virginia Infantry.

## Service
Après la bataille de Rich Mountain le 11 juillet 1861, le régiment est lourdement diminué en raison de la reddition du colonel Pegram du camp Garnett décrit ci-dessous.

### Bataille de Rich Mountain
Les membres de la première compagnie A (gris d'Upshur) et de la première compagnie B (gardes de Rockbridge) sont envoyés à ferme de Hart sous le commandement du capitaine Julius A. DeLagnel pour repousser un assaut fédéral prévu. Les hommes du 20th Virginia Infantry et du 25th Viriginia Infantry, avec un seul canon, prennent position dans la cour de l'étable de la ferme de Hart et attendent l'assaut fédéral. Alors que les fédéraux apparaissent sur le flanc de la colline, la bataille tant attendue commence. La petite force (310 hommes) confédérée retient les premières attaques, mais submergés par les nombres, une dernière charge du 19th Ohio Infantry force les survivants de l'avant-poste confédéré à fuir. Le lendemain matin, étant isolé et encerclé, le colonel Pegram se rend avec le reste de son commandement au camp Garnett, dont la majorité du 25th Virginia Infantry. Le régiment perd 5 tués, 11 blessés et 2 prisonniers à la ferme de Hart. Parmi les morts, on retrouve les soldats des gris d'Upshur Henry Clay Jackson et Oscar Sherwood, dont les noms sont gravés dans la roche qu'ils ont défendus ce jour-là.
Après la fin de la campagne de Jackson, le régiment est affecté aux brigades des généraux Early, J. R. Jones et W. Terry de l'armée de Virginie du Nord. Le régiment participe à la bataille de Chantilly le 1er septembre 1862,. L'ordre d'inclusion du neuvième bataillon est annulé en novembre 1862, et ses hommes sont disséminés dans d'autres commandements.
Le 28 janvier 1863, John C. Higginbotham est promu colonel du régiment(p36).
Le 25th Virginia Infantry participe au raid de Jones-Imboden (en) au cours du printemps 1863, alors que les confédérés pensent empêcher la création de l'État de Virginie-Occidentale, mais échouent. Le régiment et le 31st Virginia Infantry rejoignent la brigade d'Imboden pour participer au raid.
Alors qu'il est réduit, le 25th Virginia Infantry prend une part active aux campagnes de l'armée, depuis la bataille de sept jours jusqu'à celle de Cold Harbor, puis combat avec Early dans la vallée de la Shenandoah et dans d'autres affrontements autour d'Appomattox. Lors de la participation du régiment à la bataille de Spotsylvania, le colonel Higginbotham est tué au combat(p36).

## Pertes
Le régiment rend compte de 18 pertes au camp Allegheny, 72 à McDowell, et 29 à Cross Keys et Port Republic. Il perd 1 tué et 24 blessés à Cedar Mountain, 3 tués et 20 blessés à Sharpsburg (Antietam), et rend compte d'un tué et 13 blessés à Fredericksburg. Sur les 280 hommes engagés lors de la bataille de Gettysburg, vingt-cinq pour cent sont mis hors de combat. Il reste 15 hommes (un officier et 14 hommes du rang) appartenant au 25th Virginia Infantry à Appomattox le 9 avril 1865.

## Commandement
Les officiers supérieurs sont les colonels John C. Higginbotham (†), George A. Porterfield (en), George H. Smith ; les lieutenants-colonels Patrick B. Duffy, Jonathan McGee Heck, Robert D. Lilley (en), et John A. Robinson ; et les commandants Wilson Harper, Albert G. Reger, et William T. Thompson.
L'homme qui se proclame être le dernier survivant des anciens combattants confédérés, John B. Salling (en), prétend avoir travaillé comme « peter monkey » et mineur de salpêtre en tant que soldat de la compagnie D du 25th Virginia Infantry, dans le comté de Scott pendant la guerre de Sécession.

## Compagnies
- Compagnie A, « Upshur Grays »[5](p154) (gris d'Upshur), Col. John C. Higginbotham
- Compagnie B, « Rockbridge Guards »[5](p130) (gardes de Rockbridge), Capt. David P. Curry
- Compagnie C, « Augusta Lee Rifles »[5](p9) (fusiliers d'Augusta Lee), Capt. Robert D. Lilley
- Compagnie D, « Highland Rangers » (rangers de Highland), Capt. George M. Kiracofe
- Compagnie E, « Pendleton Rifles »[5](p116) (fusiliers de Pendleton), Capt. George H. Smith
- Compagnie F, « Franklin Guards » (gardes de Franklin), Capt. John B. Moomau
- Compagnie G, « Bath Grays/Bath Rifles »[5](p11),[note 8] (gris de Bath/fusiliers de Bath), Capt. William D. Ervin
- Compagnie H, « Hardy Blues »[5](p65),[note 9] (bleus de Hardy), Capt. J.C.B. Mullin
- Compagnie I, « Mt. Crawford Cavalry »[5](p103) (cavalerie de Mt. Crawford), anciennement « Valley Rifles » (fusiliers de la vallée), Capt. William N. Jordan
- Compagnie K, « South Branch Riflemen » (fusiliers de South Branch), Capt. John H. Everly[6]

Lorsque le régiment est réorganisé en 1862 pour retrouver son effectif complet les compagnies suivantes sont ajoutées en provenance du neuvième bataillon d'infanterie de Virginie :
- Compagnie A, « Letcher Guards » (gardes de Letcher), Capt. John A. Robinson
- Compagnie C, « Braxton Blues » (bleus de Braxton), Capt. Patrick B. Duffy
- Compagnie E, « Fighting Company E » (compagnie combattante E) (composée à partir de plusieurs compagnies étrillées)
- Compagnie F, « Highland County » (comté de Highland), Capt. George Madison Karicofe
- Compagnie G, « Mollohan's Company » (compagnie de Mollohan), Capt. William H. Mollohan
- Compagnie I, « Pocahontas Rescuers » (sauveteurs de Pocahontas), Capt. Daniel A. Stofer
- Compagnie K, « Pendleton Minute Men » (miliciens de Pendleton), Capt. D.C. Anderson (compagnie transférée du 31st Virginia Infantry dans le 25th Virginia Infantry)[7]